# 馬爾塔 (愛達荷州)
馬爾塔（英語：Malta）是一個位於美國愛達荷州喀細亞縣的城市。

## 地理
馬爾塔的座標為42°18′33″N 113°22′14″W / 42.30917°N 113.37056°W，而該地的平均海拔高度為1377米（即4518英尺）。

## 人口
根據2010年美國人口普查的數據，馬爾塔的面積為3.58平方千米，當中陸地面積為3.58平方千米，而水域面積為0.00平方千米。當地共有人口193人，而人口密度為每平方千米53.91人。